# Kne
Kne je priimek v Sloveniji, ki ga je po podatkih Statističnega urada Republike Slovenije na dan 1. januarja 2010 uporabljalo 76 oseb.

## Znaninosilci priimka
- Majda Kne (*1954), pesnica